# 수영 배영 200m 대한민국 기록 추이
수영 배영 200m 대한민국 기록 추이는 다음과 같다.

## 남자
| # | 기록        | 차이        | 선수   | 소속              | 날짜           | 대회명                                         | 개최지                | 경기장                       | 주석 및 기타                          | 동영상 |
|   | 2분 57초 3  |             | 이상덕 | 인천남고          | 1960. 08. 27   | 제32회 전국 남녀 학생 수상 경기 대회           | 대한민국 서울         |                              | 종전: 2분 59초 2                      |        |
|   | 2분 54초 6  |             | 이상덕 | 인천남고          | 1961. 07. 23   | 제16회 전국 남녀 중고대학 대항 수상 경기 대회  | 대한민국 서울         | 운동장풀                     | 2분 57초 5                            |        |
|   | 2분 50초 0  |             | 이상덕 | 인천남고          | 1961. 8. 14    | 제42회 전국체육대회                            | 대한민국 서울         | 서울 운동장풀                | 4초 단축                              |        |
|   | 2분 42초 2  | - 2.2초 *   | 김봉조 |                   | 1962. 8. 5     | 한미친선수영대회                               | 대한민국 서울         | 서울 운동장풀                | 경향신문 보도는 2분 43초 2임,         |        |
|   | 2분 30초 4  | -           | 조오련 | 양정고            | 1971. 06. 19   | 제17회 서울시 남녀 초중고대학별 수영 대회      | 대한민국 서울         | 서울운동장 풀                | 종전기록 2.36.3                       |        |
|   | 2분 26초 09 |             | 한우영 | 서울사대부중      | 1975. 07. 28   | 제6회 에이지 수영 선수권 대회                  | 대한민국 서울         | 태릉국제수영장               | 종전기록: 2분 30초 0                  |        |
|   | 2분 25초 44 | - 0.55초    | 한우영 | 경복고            | 1976. 08. 23   | 제48회 전국 남녀 학생 수영 대회                | 대한민국 서울         | 서울운동장 수영장            | [ 8 ]                                 |        |
|   | 2분 21초 53 | - 0.37초    | 이충원 | 경기고            | 1979. 10. 13 * | 제60회 전국 체육 대회                          | 대한민국 대전         |                              | 남고부 예선. 종전 2분 22초 47         |        |
|   | 2분 20초 68 | - 0.85초    | 이충원 | 경기고            | 1979. 10.      | 제60회 전국체육대회                            | 대한민국 대전         |                              | 남고부 결선                           |        |
|   | 2분 20초 01 | - 0.67초    | 이충원 | 경기고            | 1979. 12. 23   | 동남아 5개국 친선 수영 대회                    | 홍콩                  |                              | [ 11 ]                                |        |
|   | 2분 19초 63 |             | 이충원 | 고려대            | 1982. 04. 13   | 상비군 선발 평가전                             | 대한민국 서울         | 잠실실내수영장               | 종전 기록 : 2분 20초 01               |        |
|   | 2분 19초 34 | - 0.29초    | 이충원 | 고려대            | 1982. 07. 03   | 제37회 초중고대및일반대항전국수영대회          | 대한민국 서울         |                              | [ 13 ]                                |        |
|   | 2분 18초 12 | - 초        | 육현철 | 한국체대          | 1983. 04. 23   | 제38회 전국 수영 대회                          | 대한민국 서울         | 잠실 수영장                  | 종전기록 : 2분 18초 36                | [ 15 ] |
|   | 2분 16초 80 | - 1.32초    | 권순한 | 충남고            | 1984. 06. 21   | 제4회 아산기 쟁탈 전국 수영 대회               | 대한민국 서울         | 잠실 실내 수영장             | [ 16 ]                                |        |
|   | 2분 16초 08 | - 0.72초    | 권순한 | 충남고            | 1984. 10. 12   | 제65회 전국 체육 대회                          | 대한민국 대구         |                              | [ 17 ]                                |        |
|   | 2분 14초 96 | - 1.12초    | 권순한 | 충남고            | 1985. 04. 19   | 제40회 전국 수영 대회                          | 대한민국 전주         | 실내수영장                   | [ 18 ]                                |        |
|   | 2초 13초 66 | - 0.30초    | 권순한 | 충남고            | 1985. 06. 21   | 제5회 아산기 쟁찰 전국 수영 대회(고등부)       | 대한민국 서울         |                              | [ 19 ]                                |        |
|   | 2분 13초 64 | - 0.02초    | 권순한 | 충남고            | 1985. 07. 18   | 경영 국가 대표 평가 공인 기록회                | 대한민국 서울         | 동대문운동장수영장           | [ 20 ]                                |        |
|   | 2분 13초 43 | - 0.21초    | 권순한 | 충남고            | 1985. 09. 15   | [제4회 대통령기 전국 수영 대회                 | 대한민국 대구         | 두류수영장                   | [ 21 ]                                |        |
|   | 2분 12초58  | - 0.85초    | 권순한 | 충남고            | 1985. 10. 10   | 제66회 전국 체육 대회                          | 대한민국 춘천         | 춘천실내수영장               | [ 22 ]                                |        |
|   | 2분 12초 12 | - 0.46초    | 권순한 | 충남고            | 1985. 06. 11   | 제66회 전국 체육 대회                          | 대한민국 춘천         | 춘천                         | 결선                                  |        |
|   | 2분 10초 66 | - 1.46초    | 권순한 | 한국체대          | 1986. 03. 01   | 대표 선수 기록 평가회                          | 대한민국 서울         | 태릉훈련원수영장             | [ 24 ]                                |        |
|   | 2분 09초 61 | - 1.05초    | 박동필 | 대동고            | 1986. 07. 17   | 수영대표공인기록회                             | 대한민국 서울         | 태릉훈련원수영장             | [ 25 ]                                |        |
|   | 2분 09초 16 | - 0.46초    | 박동필 | 대동고            | 1986. 09. 23   | 제10회 아시안 게임                             | 대한민국 서울         | 잠실실내수영장               | [ 26 ]                                |        |
|   | 2분 08초 39 | - 0.77초    | 박동필 | 부산산업대        | 1988. 02. 07   | 제3회 아시아 선수권 대회 파견 국가 대표 선발전 | 대한민국 서울         |                              |                                       |        |
|   | 2분 06초 18 | -           | 지상준 | 금천종고          | 1989. 08. 19   | 제3회 범태평양 수영 선수권 대회                | 일본 도쿄             | 요요기수영장                 | 예선.                                 |        |
|   | 2분 05초 64 | - 0.54초    | 지상준 | 충북 금천고       | 1989. 09. 27   | 제70회 전국체육대회                            | 대한민국 안양         | 안양실내수영장               | 종전: 2분 06초 18 (지상준)            |        |
|   | 2분 04초 72 | - 0.92초    | 지상준 | 충북 금천고       | 1990. 06. 19   | 제18회 해군 참모 총장배 수영 대회              | 대한민국 서울         | 올림픽 공원 수영장           | [ 29 ]                                |        |
|   | 2분 03초 44 | - 0.15초 ** | 지상준 | 한국체대          | 1992. 04. 27   | 제3회 아시아 수영 선수권 대회                  | 일본 히로시마         | 히로시마 시 종합 실내 수영장 | 2위, 종전:2분 03초 59                 |        |
|   | 2분 00초 77 | - 0.84초    | 지상준 | 한국체대          | 1993. 08. 14   | 제5회 범태평양 수영 선수권 대회                | 일본 고베             | 포트아일랜드 스포츠 센터     | 종전 2분 01초 61(제1회 동아시아 대회) |        |
|   | 2분 00초 02 | - 0.75초    | 지상준 | 한국체대          | 1994. 08. 26   | MBC배 수영 대회                                | 대한민국 서울         | 올림픽 수영장                | [ 32 ]                                |        |
|   | 1분 59초 73 | - 0.29초    | 김지현 | 대구광역시체육회  | 2008. 10. 11   | 제89회 전국 체육 대회                          | 대한민국 목포         | 목포 실내 수영장             |                                       |        |
|   | 1분 59초 22 | - 0.51초    | 김지현 | 대구광역시 체육회 | 2009. 10. 21   | 제90회 전국 체육 대회                          | 대한민국 대전         | 용운 국제 수영장             |                                       |        |
|   | 1분 59초 03 | - 0.19초    | 김지현 | 대구광역시체육회  | 2010. 11. 15   | 제16회 아시안 게임                             | 중화인민공화국 광저우 |                              |                                       |        |

## 여자
| # | 기록             | 차이        | 선수   | 소속         | 날짜             | 대회명                                            | 개최지                 | 경기장                 | 주석 및 기타                     | 동영상 |
|   | 3분 32초 0       |             | 김명자 | 상명여고     | 1961. 07. 22     | 제16회 전국남녀중고대학대항수상경기대회           | 대한민국 서울          |                        | [ 33 ]                           |        |
|   | 3분 30초 8       | - 1.2초     | 김귀영 | 상명여중     | 1961. 08. 26     | 제33회 전국남녀학생수상경기대회 (여중부)          | 대한민국 서울          |                        | [ 34 ]                           |        |
|   | 3분 13초 8       |             | 김귀영 | 상명여고     | 1963. 06.        | 서울시 남녀중고 대항 수상 경기 대회               | 대한민국 서울          |                        | 종전 3분18초1                    |        |
|   | 2분 52초 1       |             | 전옥자 | 상명여고     | 1966. 07. 16     | 제 회 전국 각급 학교 대항 수상 경기 대회          | 대한민국 부산          | 부산구덕경기장 풀      | 종전 2분 54초 4                  |        |
|   | 2분 50초 8       | - 초        | 전옥자 | 상명여고     | 1966. 09. 3(4)** | 제11회 전국 남녀 수영 선수권 대회                 | 대한민국 서울          | 서울운동장 풀          | [ 37 ]                           |        |
|   | 2분 45초 2       |             | 박점이 | 부산여고     | 1969. 07. 27     | 제1회 해군참모총장배 쟁탈 남녀 초중고교 수영 대회 | 대한민국 서울          | 서울운동장 풀          | 종전 2분 50초 2 66년 방콕 전옥자 |        |
|   | 2분 45초 0       |             | 박점이 | 부산여고     | 1970. 08         | 제2회 해군참모총장배 쟁탈 남녀 초중고교 수영 대회 | 대한민국 서울          | 서울운동장 풀          | 종전 2분 45초 2                  |        |
|   | 2분 44초 5       | - 0.5초     | 박점이 |              | 1970. 10. 11     | 제51회 전국체육대회                               | 대한민국 서울          |                        | [ 40 ]                           |        |
|   | 2분 41초 77      | - 2.73초    | 최윤정 | 은석국민학교 | 1976. 7. 18      | 제31회 전국남녀초중고대학대항수영대회             | 대한민국 서울          | 서울                   | [ 41 ]                           |        |
|   | 2분 41초 33      | - 0.44초    | 조진아 | 한성여중     | 1977. 06. 01     | 제6회 전국 소년 체육 대회                         | 대한민국 서울          | 태릉수영장             | 여중 예선                        |        |
|   | 2분 39초 59      | - 1.74초    | 이윤선 | 상명여중     | 1977. 06. 02     | 제6회 전국 소년 체육 대회                         | 대한민국 서울          | 태릉수영장             | [ 43 ]                           |        |
|   | 2분 37초 66      | - 1.93초    | 이윤선 | 상명여중     | 1977. 08. 29     | 제49회 전국 학생 수영 대회                        | 대한민국 서울          | 서울 운동장풀          | [ 44 ]                           |        |
|   | 2분 36초 99      | - 0.67초    | 조진아 | 한성여중     | 1978. 4. 13      | 제2회 서울시교육감배쟁탈 초중종별수영대회         | 서울 동대문실내수영장  | 종전기록 : 1분 37초 66 |                                  |        |
|   | 2분 36초 58      | - 0.41초    | 조진아 |              | 1978. 5. 28      | 제7회 전국소년체육대회 (여중부 결승)              | 대한민국 대구          | 대구 스포츠 센터       | [ 46 ]                           |        |
|   | 2분 34초 69      | - 1.89초    | 조진아 | 한성여중     | 1978. 7. 7       | 제33회 전국남녀초중고대학별수영대회 (여중부 예선) | 서울 서울운동장수영장  | [ 47 ]                 |                                  |        |
|   | 2분 33초 08      | - 1.61초    | 조진아 | 한성여중     | 1978. 07. 09     | 제33회 전국남녀초중고대학별수영대회 (여중부 결선) | 서울 서울운동장수영장  | [ 48 ]                 |                                  |        |
|   | 2분 32초 91      | - 0.77초    | 조진아 | 한성여중     | 1978. 08. 26     | 제50회 전국남녀학생수영대회                       | 서울 서울운동장수영장  | [ 49 ]                 |                                  |        |
|   | 2분 29초 12      | - 3.79초    | 최윤정 | 사대부중     | 1978. 9. 29      | 우수선수기록회                                    | 대한민국 서울          | 태릉수영장             | [ 50 ]                           |        |
|   | 2분 26초 91      | - 2.21초    | 최윤정 | 사대부중     | 1978. 12. 13     | 제8회 아시안 게임                                 | 태국 방콕              |                        | 3위                              |        |
|   | 2분 26초 80      | - 0.11초    | 최윤희 | 사대부중     | 1979. 8. 31      | 제24회 전국남녀수영선수권대회                     | 서울운동장 수영장      | [ 52 ]                 |                                  |        |
|   | 2분 23초 98      | - 2.82초    | 최윤정 | 사대부중     | 1979. 12. 23     | 동남아5개국친선수영대회                           | 홍콩                   | [ 11 ]                 |                                  |        |
|   | 2분 23초 08      | - 0.90초    | 최윤희 | 사대부여중   | 1982. 4. 13      | 상비군선발평가전                                  | 서울, 잠실실내수영장   | [ 12 ]                 |                                  |        |
|   | 2분 22초 50      | - 0.58초    | 최윤정 | 상명여고     | 1982. 8. 29      | 제2회 아산기쟁탈전국수영대회 (여고부)             | 서울 잠실실내수영장    | [ 53 ]                 |                                  |        |
|   | 2분 22초 18      | - 0.32초    | 최윤희 | 사대부중     | 1982. 8. 29      | 제2회 아산기쟁탈전국수영대회 (여중부)             | 대한민국 서울          | 잠실실내수영장         | [ 54 ]                           |        |
|   | 2분 21초 53      | - 0.65초    | 최윤정 | 상명여고     | 1982. 09. 17     | 제1회 대통령기 쟁탈 전국 수영 대회                | 서울 잠실수영장        | 여고부                 |                                  |        |
|   | 2분 20초 25      | - 1.28초    | 최윤희 | 연세대       | 1986. 03. 01     | 대표 선수 기록 평가회                             | 서울 태릉훈련원        | [ 55 ]                 |                                  |        |
|   | 2분 18초 99      | - 1.26초    | 최윤희 | 연세대       | 1986. 07. 17     | 수영 대표 공인 기록회                             | 서울, 태릉훈련원수영장 | [ 56 ]                 |                                  |        |
|   | 2분 18초 33      | - 0.66초    | 최윤희 |              | 1986. 09. 26     | 제10회 아시안 게임                                | 대한민국 서울          | 잠실수영장             | 1위, 아시아 기록                 |        |
|   | 2분 17초 19      | - 1.14초    | 이지현 | 망미여중     | 1992. 08. 28     | 92 아시아 태평양 에이지 그룹 수영 선수권 대회     | 중화인민공화국 베이징  | 실버올리브 스포츠 월드 | C그룹 (13-15세)                  |        |
|   | 2분 15초 63      | - 1.56초    | 이창하 | 신반포중     | 1992. 09. 17     | 제11회 대통령기 전국 수영 대회                    | 대한민국 부산          | 사직 실내 수영장       |                                  |        |
|   | 2분 15초 06      | - 0.57초    | 이지현 | 부산체고     | 1994. 10. 30     | 제75회 전국 체육 대회                             | 대한민국 대전          | 대전실내수영장         | [ 58 ]                           |        |
|   | 2분 14초 84      | - 0.22초    | 이창하 |              | 1996. 06. 11     | 제24회 해군참모총장배 수영 대회                   | 대한민국 서울          | 올림픽 수영장          |                                  |        |
|   | 2분 14초 18      | - 0.76초 ** | 이창하 | 규슈여대부고 | 1996. 10. 26     | 제26회 하계 올림픽                                | 미국 애틀랜타          | 조지아 공대 수영장     | 준결 5위, 종전 2분 14초 94       |        |
|   | 2분 13초 78      | - 0.40초    | 최수민 | 서울체고     | 1999. 10. 12     | 제80회 전국 체육 대회                             | 대한민국 인천          | 인천시립수영장         | [ 60 ]                           |        |
|   | 2분 13초 71      | - 0.07초    | 방은지 | 경기체고     | 2002. 03. 20     | 제2회 아레나 코리아 오픈 수영 선수권 대회 *       | 제주 실내수영장        |                        |                                  |        |
|   | 2분 13초 63      | - 0.08초    | 이다혜 | 울산효정고   | 2003. 08. 07     | 제22회 대통령배 전국 수영 대회*                   | 대한민국 대구          | 두류 수영장            | [ 61 ]                           |        |
|   | 2분 13초 57      | - 0.06초    | 정유진 |              | 2006. 12. 3      | 도하 아시안 게임                                  | 카타르, 도하           |                        | 예선                             |        |
|   | 2분 13초 00      | - 0.03초    | 정유진 |              | 2006. 12. 3      | 도하 아시안 게임                                  | 카타르, 도하           |                        | 결선 5위                         |        |
|   | 2분 12초 87      | - 0.13초    | 함찬미 | 북원여고     | 2010. 07. 20     | MBC배 전국수영대회                                | 대한민국 김천          |                        | [ 63 ]                           |        |
|   | 2분 12초 79      | - 0.08초    | 함찬미 | 북원여고     | 2010. 10. 07     | 제91회 전국체육대회 여고부                        | 대한민국 창원          | 창원 실내 수영장       | [ 64 ]                           |        |
|   | 2분 12초 51      | - 0.58초    | 함찬미 | 북원여고     | 2011. 10. 07     | 제92회 전국 체육 대회                             | 대한민국 고양          | 고양 체육관 수영장     |                                  |        |
|   | 2분 12초 03      | - 0.48초    | 임다솔 | 계룡고       | 2013. 05. 01     | 제85회 동아 수영 대회                             | 대한민국 광주          | 염주 실내 수영장       | [ 65 ]                           |        |
|   | 2분11초69 임다솔 |             |        |              |                  |                                                   |                        |                        |                                  |        |
|   | 2분 11초 16      | - 0.53초    | 임다솔 | 계룡고       | 2015. 10. 17     | 제96회 전국체육대회                               | 대한민국 김천          | 김천 실내 수영장       | 여고부 1위                       |        |
|   | 2분 11초 12      | - 0.04초    | 김서영 | 아산시청     | 2017. 05. 14     | 2017 국제대회 수영 국가대표 선발대회              | 대한민국 김천          | 김천 실내 수영장       |                                  |        |
|   | 2분 09초 77      | - 1.35초    | 임다솔 | 아산시청     | 2017. 09. 17     | 2017 MBC배 전국수영대회                           | 대한민국 김천          | 김천 실내 수영장       |                                  |        |

## 같이 보기
- 수영 배영 200m 세계 기록 추이
- 수영 대한민국 기록